# Siegfried Büttner
Siegfried Büttner – as lotnictwa niemieckiego Luftstreitkräfte z 13 potwierdzonymi  zwycięstwami w I wojnie światowej. Należał do elitarnego grona Balloon Busters.

## Informacje ogólne
Został przydzielony do eskadry myśliwskiej Jagdstaffel 22 w sierpniu 1917 roku, w której odniósł cztery zwycięstwa powietrzne, pierwsze 24 października 1917 roku nad samolotem Spad. Trzy kolejne były nad francuskimi balonami obserwacyjnymi. 6 lipca 1918 roku został przeniesiony do Jagdstaffel 61 na stanowisko jej dowódcy. Funkcję pełnił do końca wojny odnosząc jeszcze 9 zwycięstw, w tym 4 nad balonami.